# Sinaut
Sinaut – miasto w Brunei, w dystrykcie Tutong.